# 格倫埃爾德鎮區 (堪薩斯州米切爾縣)
格倫埃爾德鎮區（英語：Glen Elder Township）為美國堪薩斯州米切爾縣轄下的鎮區。2010年美国人口普查中該鎮區人口有514人。

## 地理
格倫埃爾德鎮區涵蓋總面積為93.39平方（36.06平方英里），其中78.61平方（30.35平方英里）為陸地，14.78平方（5.71平方英里）或15.82%為水域。海拔高度458（1,503英尺）。

## 人口統計
根據2010年美國人口普查，格倫埃爾德鎮區人口有514人，住房293戶，人口密度為5.50人/每平方公里。此鎮區居民之種族中，白人有500人，非裔美國人有2人，美洲原住民有4人，亞裔美國人有4人，太平洋島裔美國人有0人，其他種族有0人，混血種族則有4人。此外此鎮區有10人為西班牙裔或拉丁裔美國人。

## 交通

### 主要公路
- 24號美國國道
- 128號堪薩斯州州道